# Welt-Dienst
Welt-Dienst ist der Name eines 1933 von Ulrich Fleischhauer in Erfurt gegründeten antisemitischen Nachrichtenbüros und einer gleichnamigen Zeitschrift dieser Agentur, die ab Dezember 1933 von Fleischhauers U. Bodung-Verlag publiziert wurde. Die Redaktion der anfangs in drei Sprachen erscheinenden Zeitschrift organisierte zugleich internationale Antisemitenkongresse. Ab 1937 geriet die Zeitschrift unter den Einfluss Alfred Rosenbergs, des führenden Ideologen der NSDAP, wobei Fleischhauer zunächst Herausgeber blieb. Unter der Direktion von Rosenberg steigerte sich die Verbreitung auf 21 Sprachen. 1939 zog die Redaktion nach Frankfurt am Main in dasselbe Gebäude wie das neu gegründete Institut zur Erforschung der Judenfrage und erhielt innerhalb des Amtes Rosenberg die Bezeichnung „Amt für Juden- und Freimaurerfragen“. Von städtischer Seite aus wurde das Parteiamt ab diesem Zeitpunkt als ein Institut geführt. Am 15. Juli 1939 übernahm August Schirmer die Herausgabe der Zeitschrift, die ab 1940 den Untertitel „Internationale Korrespondenz zur Aufklärung über die Judenfrage“ trug. Das Amt wurde 1942 in das „Hauptamt Überstaatliche Mächte“ unter Hans Hagemeyer eingegliedert. Die Herausgabe der Zeitschrift übernahm im September 1943 Kurt Richter. Der Vertrieb wurde ab 1944 durch den Frankfurter Welt-Dienst-Verlag übernommen. Die letzte Ausgabe der Zeitschrift erschien Anfang 1945.

## Vorspiele seit der Weimarer Republik

### Rolle Ulrich Fleischhauers
Zwischen 1929 und 1931 veröffentlichte Ulrich Fleischhauer, ehemaliger Oberstleutnant des deutschen Heeres im Kaiserreich, etwa seit Beginn der Weimarer Republik antisemitischer Publizist und einer der Hauptpropagandisten der ab 1923 vom NSDAP-Ideologen Alfred Rosenberg publizierten Protokolle der Weisen von Zion, vier von geplanten sechs großvolumigen Bänden seines programmatischen Nachschlagewerks „Sigilla Veri“. Der Inhalt dieser Bände, die gemäß dem ersten Band als „Grundlage für die Wissenschaft der Gegenrasse“ mit internationalistischem Anspruch konzipiert wurden, war laut den Autoren eine „Judäologie“, worunter sie die „Kunde von den Tricks, Täuschungen und Verstellungen, womit sich der Jude in die Wirtsvölker bohrt“, verstanden wissen wollten. Zudem sollten die Bücher ihrem Wunsch nach als Geheimwissen gelten: In einem beigefügten Revers für Bibliotheken wurde verlangt, dass das Buch „in die Geheimabteilung der Bibliothek aufzunehmen“ und die Einsicht „nur arischen Persönlichkeiten zu gestatten“ sei. Politisch stellten die Autoren bereits im ersten Band heraus, dass sie eine zwangsweise Aussiedlung von Juden nach Madagaskar forderten, wobei sie mit dieser Madagaskar-Idee bewusst den Tod der Deportierten in Rechnung stellten.

### Rolle Georg de Potteres
Ein weiterer Protagonist, der in den der Geschichte des Welt-Dienstes eine bedeutsame Rolle spielte, war Georg de Pottere (1875–1951), ehemaliger ungarischer Konsul in Moskau und Verfasser der antisemitischen Schrift „Weltfrieden und Judentum“. Fleischhauer und de Pottere kannten sich bereits in den 1920er Jahren durch gemeinsame Besuche bei Antisemitenkongressen. Anders als Fleischhauer, dem selbst judenfeindliche Kreise eine „Enge des Horizonts“ bescheinigten, verfügte de Pottere über internationale Erfahrung und „intellektuelle Potenz“. Nachdem er unter dem Eindruck der „Machtergreifung“ der Nationalsozialisten am 15. März 1933 erfolglos ein neunseitiges „Streng Vertrauliches Memorandum“ unter einem Pseudonym an Adolf Hitler, Franz von Papen, Wilhelm Frick, Hermann Göring und Joseph Goebbels schickte, folgten nur wenige Tage später weitere fünf Exemplare an die Reichskanzlei. Darin postulierte er seinen Glauben, dass der Nationalsozialismus „für eine über-nationale Lösung des Judenproblems selber direkt wenig tun“ könne. Vielmehr sollten die Nationalsozialisten der von ihm ins Leben gerufenen „Alliance Chrétienne Arienne“ (A.C.A.) diese Arbeit ermöglichen; auch, weil andere den „naturnotwendigen Werdegang der Dinge“ nicht erfassen könnten. Dabei ließ de Pottere keine Missverständnisse gegenüber der Kanzlei aufkommen: Ohne Skrupel fuhr er fort, dass der „radikal einzig denkbare Weg“, nämlich die „körperliche Vertilgung“, bereits „ungangbar“ sei, da der Geist der „arischen Völker“ bereits so weit „verjudet“ sei, dass sie „für die Notwendigkeit einer solchen befreienden Tat [...] kein Verständnis mehr aufbringen“. Seine Forderung sei deshalb ein „Vollzionismus“, der bedeute, dass den Juden mit Zwang ein weit entferntes Land unter ständiger „arischer Kontrolle“ zugewiesen werden müsse.

### Idee der Schaffung eines antisemitischen Nachrichtenbüros
Eine weitere Idee, die de Pottere in seinem Schreiben erwähnte, nahm einen Teil der Grundzüge des späteren Welt-Dienstes vorweg. So forderte er zugleich ein „Pan-Ariertum“, worunter er in der Praxis die „Schaffung eines national unabhängigen, pan-arischen, zentralen ‚Technischen Hilfsbureaus‘“ verstand, mit dem die Kontakte unter den einschlägigen „Sachkundigen und Kennern in allen Ländern“ gepflegt werden können. Neben zwei Nachrichtendiensten solle dieses Büro zudem eine „pan-arische“ Bibliothek einrichten, das judenfeindliche „Aufklärungsmaterial“ übersetzen und verbreiten sowie vertrauliche Besprechungen durchführen und offizielle antisemitische Kongresse einberufen. Über eine große Fachbibliothek, wie sie in dem Schreiben von de Pottere angesprochen wurde, verfügte Fleischhauer; vermutlich war sie mit apokrypher antijüdischer Literatur gefüllt. Eine Reaktion von Seiten der Parteikanzlei auf dieses Schreiben folgte dem Anschein nach allerdings nicht.
Am 24. Mai 1933 wandte sich nun Fleischhauer mit dem Memorandum „Einige Gedanken über die Notwendigkeit zur Schaffung einer Auslandspropagandastelle“ an die deutschen Behörden, da er nach der Machtübergabe an die Nationalsozialisten gute Voraussetzungen für die Intensivierung seiner antisemitischen Propaganda sah. Ein Schreiben traf beim Sachverständigen für Rasseforschung im Reichsinnenministerium ein, der es an das Amt der Geheimen Staatspolizei in Berlin weiterleitete. Ein weiteres wurde an Hitler übermittelt. In dem Memorandum betonte Fleischhauer unter anderen, dass er sich für befähigt halte, „wissenschaftlich in die tiefsten Fragen des Judentums einzudringen“. Aufgabe sei es, im Rahmen eines internationalen Kampfes die bereits von Egon van Winghene (Ein Pseudonym Georg de Potteres) geforderte Idee eines „‚Vollzionistischen‘ Judenstaates“ umzusetzen.

## Nachrichtenbüro und Zeitschrift Welt-Dienst unter Fleischhauer

### Beginn und Aufbau
Anfang September 1933 begründeten Pottere und Fleischhauer in Erfurt gemeinsam unter der Bezeichnung Arischer Welt-Dienst bzw. bald darauf verkürzt Welt-Dienst ein antisemitisches Propaganda- und Nachrichtenbüro. Diese Agentur sollte der Vernetzung mit „antijüdischen Organisationen“ weltweit dienen und des Weiteren zur Sammlung und Auswertung der internationalen antijüdischen sowie jüdischen Presse, um das angebliche „Treiben der jüdischen Unterwelt“ aufzudecken. Wichtigstes Propagandamittel sollte die antisemitische Zeitschrift Welt-Dienst werden. Am 13. Oktober 1933 zog der 58-Jährige Georg de Pottere von Paris nach Erfurt, um beim entstehenden Welt-Dienst hauptberuflich mitzuarbeiten. Die erste Ausgabe des halbmonatlich in Fleischhauers Erfurter U. Bodung-Verlag erscheinenden gleichnamigen Blattes wurde Anfang Dezember 1933 veröffentlicht. Auf dem Deckblatt stand unter dem Titel Welt-Dienst und einem Weltkartenemblem: „Diese Blätter sind bestimmt, unter Ariern von Hand zu Hand zu gehen. Der in drei Sprachen erscheinende Weltdienst ist nicht auf Gelderwerb eingestellt. Er beabsichtigt vielmehr, in erster Linie die schlecht orientierten Arier aufzuklären – welchen Staat auch immer sie ihr Vaterland nennen mögen“. Zunächst umfasste das mit Schreibmaschine verfasste Blatt nur wenige Seiten und wurde anfangs in deutscher, englischer und französischer Sprache herausgegeben. Ab Oktober 1936 erschien das nun gedruckte Blatt professioneller aufgemacht in sechs und 1937 bereits in acht Sprachen (Deutsch, Englisch, Französisch, Russisch, Ungarisch, Polnisch, Dänisch und Spanisch). In der Tschechoslowakei und Rumänien wurde die Einfuhr des antisemitischen Blattes verboten, was Fleischhauer durch den Vertrieb über Mittelsmänner zu umgehen suchte. Zusätzlich wurden ab 1935 mit der Reihe Welt-Dienst-Bücherei antisemitische Broschüren herausgegeben, die z. B. mit „Der Kampf der dunklen Mächte“, „Der Tempel der Freimaurer“ und „Judas Unmoral“ betitelt waren. Schon 1934 zog der Welt-Dienst eine erfolgreiche Bilanz zur Einführung dieser Zeitschrift in europäischen Ländern und die „Platzierung seiner Themen in zahlreichen Zeitungen“. Der Weltdienst verfügte über ein internationales Netz von Korrespondenten.
Nach Angaben Fleischhauers waren 1936 beim Welt-Dienst 26 Mitarbeiter beschäftigt, die jedoch unter Tarnnamen tätig wurden beziehungsweise Beiträge verfassten. Unter den namentlich bekannten Mitarbeitern Fleischhauers befanden sich bekannte Rechtsextremisten und Antisemiten, wie der Russe Nikolaj Jewgenjewitsch Markow (1866–1945), der Österreicher Hans Jonak von Freyenwald (1878–1953), der Brite Henry Hamilton Beamish (1873–1948), der Türke Cevat Rıfat Atilhan (1892–1967) und der Holländer Herman de Vries de Heekelingen (1880–1942).

„Von 1919–1933 haben wir im Stillen die 1882 von Th. Fritsch begonnene Arbeit wieder aufgenommen, um zum ersten Male in der Weltgeschichte – der jüdischen Internationale eine Internationale der Judenkenner entgegenzusetzen. Am 1. September 1933 eröffneten wir unsere Welt-Dienst-Zentrale in Erfurt. Schon nach kurzer Zeit nannte die jüdische Presse wegen unserer Arbeit diese Stadt das Mekka der Antijudaisten“

### Organisation von Antisemitenkongressen
Fleischhauer betrieb die Organisation von regelhaft stattfindenden Kongressen, um die internationale Zusammenarbeit von Antisemiten zu intensivieren. Am 20. August 1934 teilte Martin Bormann dem Auswärtigen Amt mit, dass Fleischhauer geplant habe, einvernehmlich mit Julius Streicher einen Antisemitenkongress kurz vor dem Reichsparteitag in Nürnberg abzuhalten. Dieser sei allerdings im Auftrag von Hitler durch Rudolf Heß verboten worden – „auch in getarnter Form“. Am 15. Oktober 1934 verschleierte der Welt-Dienst diese Hintergründe in seiner Darstellung und gab unter anderem vor, dass die deutschen Teilnehmer sich zum Fernbleiben entschlossen hätten, um Besucher des Kongresses vor Verunglimpfungen zu schützen. So fand der Kongress zwar statt, allerdings ohne deutsche Teilnehmer. Auch Fleischhauer und de Pottere mussten auf die Teilnahme verzichten. Auf dem Kongress wurde in Anlehnung an die Gedankenwelt von de Pottere die Madagaskar-Lösung indessen erneut vorgetragen, gekoppelt sogar mit der drohenden Aussage „einer blutigen Lösung der Judenfrage“ als Alternative. Konflikte mit der Partei bezüglich der Kongresse konnten jedoch trotz anhaltender Spannungen zur nationalsozialistischen Administration, die insbesondere aus dem Anspruch des Welt-Dienstes auf Eigenständigkeit in Fragen der „Lösung der Judenfrage“ resultierten, in der Nachfolgezeit vermieden werden. Im Mai 1935 misslang Fleischhauers Versuch, während des Berner Prozesses gutachterlich die Echtheit der Protokolle der Weisen von Zion nachzuweisen, den er im Welt-Dienst als "Duell [...] zwischen dem internationalen Judentum und der arischen Welt" bezeichnet hatte. Anschließend verließ de Pottere den Welt-Dienst und versuchte eine ideologisch ähnlich geartete Konkurrenzinstitution (Panarische Bewegung) aufzubauen.
Zwischen 1936 und 1938 zogen Fleischhauer und seine Mitarbeiter die Organisation der Antisemitenkongresse ganz an sich. Zum Veranstaltungsort wurde Erfurt. Zwischen dem 3. und 7. September 1936 – Georg de Pottere hatte den Welt-Dienst inzwischen verlassen – organisierte der Welt-Dienst einen weiteren Antisemitenkongress in Erfurt, an dem laut seiner Angaben 76 Personen aus 24 Ländern teilgenommen hätten.
Vom 2. bis 6. September 1937 veranstaltete der Welt-Dienst im Rahmen des Reichsparteitags einen Antisemitenkongress, bei dem den Teilnehmern die Gelegenheit geboten wurde, mit offiziellen Stellen des Deutschen Reiches Kontakte zu knüpfen, die mit der Judenfrage befasst waren, so unter anderen mit Adolf Eichmann, Vertreter des Sicherheitsdienstes (SD), der mit den Teilnehmern zusammentraf. Eichmann gab kurz nach dem Kongress folgenden Eindruck wieder: „Der Grossteil dieser Welt-Dienst-Angehörigen machte den Eindruck von mehr oder minder fragwürdigen Existenzen, die zum Teil von der fixen Idee besessen sind, als Führer von Parteien und Organisationen in ihren Ländern berufen zu sein. Sie alle verlieren sich jedoch, gelinde ausgedrückt, in Kleinigkeiten, die ihr gesamtes Interesse beanspruchen und sind dergestalt auch nicht annähernd in der Lage, eine grosse Linie herauszuarbeiten und diese zu verfolgen“. Im Gegensatz zu den bisherigen konspirativ stattfindenden Kongressen wurde über dieses Treffen, auf dem erneut der Madagaskar-Plan propagiert wurde, ausführlich in der NS-Presse berichtet. Einen letzten Antisemitenkongress veranstaltete Fleischhauer vom 1. bis zum 4. September 1938 in Erfurt.

### Überwachung durch NS-Polizeibehörden und Verhältnis zum NS-Staat
Im Sommer 1934 wurde erstmals die Auslandsorganisation der NSDAP (NSDAP/AO) auf Fleischhauer und de Pottere aufmerksam. Nachdem sie ein Schriftstück aus Erfurt erhalten hatten, das ihnen von Form und Inhalt suspekt erschien, meldeten sie dieses am 1. August an die Gestapo. Diese beruhigte die Organisation indessen, indem sie unter anderen mitteilte, dass Fleischhauer und de Pottere „hinter der nationalsozialistischen Regierung“ stünden und „erbitterte Gegner des Judentums“ seien.
Das Verhältnis des NS-Staates zum Welt-Dienst wurde zunehmend ambivalent, obwohl der Welt-Dienst und der NS-Staatsapparat in Bezug auf den Antisemitismus ideologisch auf gleicher Linie lagen. Fleischhauer, der noch nicht Mitglied der NSDAP war, sah den Welt-Dienst als finanziell und partei-unabhängige Institution, bestehend aus Gleichgesinnten. Er bemängelte jedoch die Distanz von den in die Judenpolitik involvierten NS-Instanzen zu seiner Organisation sowie deren geringe Unterstützung und Wertschätzung des Welt-Dienstes. Durch diese Unabhängigkeit geriet der international aktive Welt-Dienst zunehmend ins Visier von Gestapo und SD. Der Welt-Dienst wurde zu einem „Fremdkörper im NS-Staat (Brechtken) und schließlich als eigenständige Institution beseitigt“.

## Übernahme durch das Amt Rosenberg
Im September 1937 geriet Fleischhauer, der für die Münchener Gauleitung mit der Vorbereitung für die Wanderausstellung „Der ewige Jude“ beschäftigt war, in eine Auseinandersetzung mit Wilhelm Grau, Leiter der Abteilung „Judenfrage“ im Reichsinstitut für Geschichte des neuen Deutschland unter Walter Frank. Wilhelm Grau, der sich massiv in die Vorbereitsarbeiten einmischte, ließ dabei einige ihm lächerlich erscheinende Stücke aus dem Ausstellungsensemble entfernen. Ebenso stellte sich das Reichspropagandaministerium gegen ihn. Am 7. Oktober 1937 stellte Rosenberg eine Bescheinigung gegen die Ämter von Goebbels und Frank für Fleischhauer aus, mit dem er für bestimmte Arbeitsgebiete „zur persönlichen Verwendung“ eingeteilt wurde. Zudem habe er, wie es dort heißt, „Weisungen“ zur Bearbeitung von Fragen erhalten, die mit der Bekämpfung des „Weltjudentums“ in Verbindung stehen würden. Fleischhauer schien dieses Papier als eine Art „Schutzbrief“ verstanden zu haben. Rosenberg, der in Goebbels’ Propagandaministerium und Franks Reichsinstitut eine Konkurrenz zu den ihm unterstehenden NS-Institutionen sah, bereitete jedoch die schleichende Übernahme von Fleischhauers Welt-Dienst vor. Sein Mitarbeiter August Schirmer erhielt den Auftrag, enge Beziehungen zu Fleischhauer und dessen Kollegen aufzubauen, um diesen aus seiner leitenden Position beim Welt-Dienst zu verdrängen. So fand die „Redaktionsaufnahme“ des Amtes Rosenberg nunmehr im Herbst 1937 statt. Am 24. September 1938 setzte Schirmer, Hauptstellenleiter im Amt Rosenberg, einen Brief an Rosenberg auf. In dem Brief, der zahlreiche Angaben über die beabsichtigten Forschungen in apokrypher antisemitischer Literatur – inklusive Quellen und Bearbeiter – enthält, teilte Schirmer ihm mit, dass „das Archiv und die Bücherei des Welt-Dienstes durch Schenkung des […] Fleischhauer“ nunmehr in die Hände Rosenbergs „übergegangen seien“.
Am 30. März 1939 wurde mit Fleischhauer ein Abkommen zur Übereignung des „Welt-Dienstes“ an Rosenberg geschlossen, in dessen Folge Schirmer als neuer Herausgeber der Zeitschrift angegeben wurde. Damit war Fleischhauer erfolgreich aus dem Welt-Dienst herausgedrängt worden. Er stellte diese Entwicklung als freiwillige Entscheidung dar, weil er sich nun wissenschaftlichen Fragestellungen widmen könne und lediglich noch Antisemitenkongresse organisieren wolle. Im Sommer 1939 wurde der Welt-Dienst zu einem eigenen Institut und bezog auf der Schwindstraße 1 in Frankfurt am Main dasselbe Gebäude wie das Institut zur Erforschung der Judenfrage. Im Zusammenspiel mit dem Forschungsinstitut übernahm der Welt-Dienst die „Aufklärungsarbeit“. Anfang September 1939 notierte Rosenberg für Heß, dass der Welt-Dienst „eine große Zahl jüdischer Zeitungen und Zeitschriften aus der ganzen Welt“ auswerte. Das Institut fungierte insbesondere als ein Zeitungsausschnittdienst und korrespondierte zugleich, wie Rosenberg anmerkte, „mit einer großen Anzahl antisemitisch gesinnter Persönlichkeiten in vielen Staaten“.
Aus der Aktennotiz aus dem Stab des Führers geht hervor, Rosenberg habe angeordnet, dass die Übernahme der Zeitschrift durch eine Dienststelle der Partei „nicht irgendwie nach außen in Erscheinung treten“ solle. In etwa zu diesem Zeitpunkt erhielt die Redaktion des Welt-Dienstes innerhalb des Amtes Rosenberg die Bezeichnung Amt für Juden- und Freimaurerfragen. Am 19. April 1941 bezeichnete Gotthard Urban, Stabsleiter im Amt Rosenberg, das Amt „Juden- und Freimaurerfragen“ als „am meisten rückständig“.

### Eingliederung in das „Hauptamt Überstaatliche Mächte“
Das Institut firmierte ab 1942 als Welt-Dienst – Internationales Institut zur Aufklärung über die Judenfrage und wurde in das von Hans Hagemeyer geleitete „Hauptamt Überstaatliche Mächte“ eingegliedert. Vorübergehend wurde das Institut von Eberhard Achterberg geleitet und ab September 1943 offiziell von Kurt Richter. Die Institutsaufgaben wurden während des Zweiten Weltkrieges auf die Analyse jüdischer und freimaurerischer Materialien aus dem Beutegut des Einsatzstabes Reichsleiter Rosenberg ausgedehnt.

### Welt-Dienst – NS-Propagandazeitschrift im Zweiten Weltkrieg
Die Zeitschrift Welt-Dienst, die nun unter der Redaktionsleitung von Erich Schwarzburg stand, erhielt 1940 bei neuer Aufmachung den Untertitel „Internationale Korrespondenz zur Aufklärung über die Judenfrage“. Die Auflage dieser Zeitschrift erreichte zeitweise 300.000 Exemplare und erschien zuletzt in 21 Sprachen (1941: 11 Sprachen; 1942: 16 Sprachen; 1945: 21 Sprachen). Die letzte Ausgabe wurde im Januar 1945 herausgegeben. Laut Rosenberg sollte das Blatt auch Zwangsarbeiter und Kriegsgefangene über die Judenfrage aufklären und propagandistisch im Ausland wirken.

### Welt-Dienst-Verlag
Noch 1944 wurde in Frankfurt am Main der Welt-Dienst-Verlag gegründet, der noch bis Kriegsende antisemitische Publikationen herausgab, neben Nikolaj Markows „Der Jude ist der Parasit des Bauerntums“ noch Johannes Pohls „Tausend Talmudzitate“ sowie Erich Schwarzburgs und Emil Reiffers „Der Jude als Weltparasit“. Eine in russischer Sprache und mit 300.000 Exemplaren geplante Ausgabe der „Protokolle der Weisen von Zion“ wurde kriegsbedingt nicht mehr realisiert.